# Vlade Đurović
Vlade Đurović (en serbe : Владе Ђуровић, aussi connu sous le prénom de Vlado), né le 16 mai 1948 à Belgrade, est un entraîneur yougoslave puis serbe de basket-ball.

## Palmarès
- 1985-1986 : champion de Yougoslavie avec le KK Zadar.
- 1990-1991 : vainqueur de la Coupe de Grèce avec le Paniónios BC.
- 1997-1998 : vainqueur de la Coupe de Belgique avec le Base Oostende.
- 1999-2000 : vainqueur de la Coupe de Chypre avec Kaimakliou.
- 2001-2002 : finaliste de la Coupe de France avec l'ASVEL Lyon-Villeurbanne.[réf. souhaitée]
- 2001-2002 : champion de France avec Villeurbanne.[réf. souhaitée]
- 2002-2003 : vainqueur de la Coupe de Yougoslavie avec FMP Železnik Belgrade.
- 2003-2004 : finaliste de la Coupe de Yougoslavie avec FMP Belgrade.
- 2006-2007 : champion de Bulgarie avec l'Academic Sofia.
- 2009-2010 : finaliste de la Coupe de Serbie avec le FMP Belgrade.